# Jake Picking
Jake Picking (Erlangen, Duitsland, 2 maart 1991) is een Amerikaans acteur.

## Biografie
Picking werd in Duitsland geboren omdat zijn vader, die in het Amerikaanse leger zat, daar gestationeerd was. Hij groeide echter op in Boston. Vanaf 2013 speelde hij kleine rollen in tv-series en films, waaronder Dirty Grandpa in 2016. 
In 2020 speelde hij een grote rol in de Netflix-serie Hollywood, over het glamoureuze Hollywood van net na de Tweede Wereldoorlog, waarin hij de legendarische acteur Rock Hudson vertolkte. Later dat jaar speelde hij ook meet in Top Gun: Maverick. 